# 社長放浪記
『社長放浪記』（しゃちょうほうろうき）は、三谷幸喜作、三宅裕司演出で上演された舞台作品。2007年6月25日から7月22日まで28日間（うち休演日は7日間）に27回、下北沢本多劇場で公演が行われ上演された。
「伊東四朗生誕?!七十周年記念」と銘打たれている。

## 概要
伊東四朗の古希を記念して上演された作品。脚本は伊東と親交の深い三谷幸喜が担当し、三谷が森繁久彌の社長シリーズの大ファンというところからアイディアを得て新作を書き下ろした。

## あらすじ
HATOPOPPO製菓の専務(三宅)は社長(伊東)を辞めさせたいと常日頃から画策していた。
一方社長は会社にピーナツを売りに来る女(藤澤)に好意を寄せていて、会社に出入りする害虫駆除業者の男(孝明)に協力を仰ぎ、業者に扮し身分を隠した上でたまに女と会って会話をすることをささやかな楽しみとしていた。
ある日、女と会っている作業着姿の社長を見つけた専務は社長とよく似たそっくりさんだと勘違いし、
彼に社長のふりをさせて社長の甥である副社長(東)を騙して社長を辞めさせようと企む。
女に本当の正体を知られたくない社長は社長とそっくりさんの一人二役を演じる羽目になる。
社長から女のことを聞かされ対応に右往左往する部長(山口)、駐車場係に左遷されたものまね好きの元常務(佐藤)、社長夫人(中村)、社長秘書(河本)らも巻き込み、騒動はどんどん大きくなっていく。

## スタッフ
- 作：三谷幸喜
- 演出：三宅裕司

## キャスト
- 伊東四朗
- 佐藤B作
- 三宅裕司
- 藤澤恵麻
- 山口良一
- 東貴博
- 伊東孝明
- 河本千明
- 中村メイコ

## 備考
- 伊東が日本喜劇人協会の副会長の時代に第1回喜劇人大賞を受賞した三谷(大賞)、三宅・佐藤(特別賞)の表彰を行った際に4人で記念撮影を行っている。この時に「この4人で芝居やると楽しいんじゃない？」という話が持ち上がったのがきかっけとなった[2]。
- 互いに劇団の座長である三宅と佐藤はこの舞台が初の共演となった。共演した感想として三宅は「面白いですよ。やってて楽しいし。B作さんも途中で台本から外れるんですよ。でそれを突っ込むのも楽しいし、戻した時にすっと一緒に戻ってくるし、そのへんの外れる、戻るのこのセンスがものすごい合うなというのはすごく感じますね」、佐藤は「今回やってみて本当に楽しい。もっと嫌なヤツかと思っていたんですけど。割といい人なんだよね」と語っている[2]。
- 伊東と中村の共演はお笑いオンステージ以来30年ぶりとなった[1]。生誕70年の伊東に対し中村は芸歴が70年だった[2]。
- 伊東は息子の孝明との共演を望んでいたが自分から言い出すのは粋ではないと躊躇していたが、三谷の方から共演を打診され実現した[2]。
- 東の父は伊東と親交の深かった東八郎で、東は「今回僕出られて幸せですよ。もしうちの親父が生きていたら出演者に入ってたのかなと思うと、ものすごい感慨深い」と語っている[2]。
- 河本は当時SET入団3年目であったが、1年目から伊東四朗一座に出演したり、伊東が作・演出を行った舞台「疑惑のアパート」にも出演したりと伊東と縁が深い[2]。
- 伊東は水道橋博士のYouTube番組にゲスト出演した際、この作品について「私が一番今まででウケた芝居じゃないかと思います」と語っている[3]。
- 2023年12月31日に中村メイコが亡くなった後、伊東は「『社長放浪記』に（中村が）出て頂いたお陰で舞台歴最高の『笑い』を経験できました」と追悼コメントで述べている[4]。

### DVD
- 『伊東四朗生誕?!七十周年記念「社長放浪記」』[5]。7月11日の公演を収録。